# Андрющенко, Анатолий Анатольевич
Анатолий Анатольевич Андрющенко (укр. Анатолій Анатолійович Андрющенко; род. 5 января 1975, Ворошиловград) — украинский футболист, защитник.

## Игровая карьера
Воспитанник луганского спортинтерната. Первые тренеры — В. Д. Добижа и С. А. Черных. Во взрослом футболе дебютировал в 1992 году в команде «Вагоностроитель» (Стаханов).
В 1993 году коренной луганчанин, Андрющенко, переехал в Кривой Рог, где в то время одни только премиальные за пару игр были больше, чем заработная плата в «Заре». Однако через некоторое время по приглашению Анатолия Куксова Андрющенко становится игроком «Зари». В луганской команде продолжались задержки с выплатой заработной платы. Генеральный спонсор клуба — компания «МАЛС» во втором круге сезона 1995/96 гг. постепенно перестал его финансировать.
В 1997 году играл за Торпедо (Арзамас) из России, а в январе 1998 уехал в Польшу, где выступал за клуб 2-й лиги Хемик из Полице.
Позже играл в Белоруссии, где в составе команды «Динамо» (Минск) стал бронзовым призёром чемпионата Белоруссии 2000 года.
В 2002 году вернулся в «Зарю», выступавшую на тот момент уже во второй лиге. Помог родной команде стать победительницей второй лиги чемпионата Украины 2002/03. Завершил игровую карьеру в 2007 году в любительском коллективе «Агата» (Луганск).